# ایسی میاکه
ایسی میاکه (ژاپنی: 三宅 一生؛ زادۀ ۲۲ آوریل ۱۹۳۸ – درگذشتۀ ۵ اوت ۲۰۲۲) یک طراح مُد اهل ژاپن بود. او به دلیل طراحی لباس، نمایشگاه و عطرهای مبتنی بر فن‌آوری مانند لُ‌ئودُایسی (L'eau d'Issey) شناخته می‌شود که به معروف‌ترین محصول او تبدیل شد.

## زندگی و حرفه

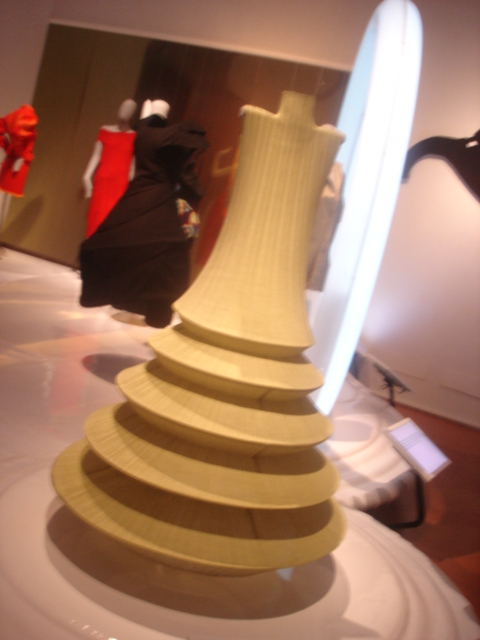
هنر و زندگی

ایسی میاکه در ۲۲ آوریل ۱۹۳۸ در هیروشیما، ژاپن زاده شد. از کودکی می‌خواست رقصنده شود. علاقهٔ او به مُد با مطالعهٔ مجلات مُد خواهرش شروع شد. او در رشتهٔ طراحی گرافیک در دانشگاه هنر تاما در توکیو تحصیل کرد و در سال ۱۹۶۴ میلادی فارغ‌التحصیل شد. او در کالج مُد بونکا در توکیو وارد مسابقات مُد شد. اما به دلیل نداشتن مهارت در الگوسازی یا خیاطی در مسابقه‌ای برنده نشد. پس از فارغ‌التحصیلی، در مدرسهٔ اتاق اتحادیه مد پاریس در پاریس ثبت نام کرد و به عنوان دستیار طراح نزد گای لاروش کارآموزی کرد. او همچنین با اوبر دو ژیوانشی کار می‌کرد و روزانه ۵۰ تا ۱۰۰ طرح می‌کشید.
ایسی میاکه در ۵ اوت ۲۰۲۲ در سن هشتاد و چهار سالگی بر اثر سرطان کبد درگذشت.

## عطرها
مانند بسیاری از طراحان مُد، ایسی میاکه نیز یک سری عطر دارد. نخستین عطر او، «ل‌ئودایسی» با رایحهٔ یک گل آبزی لطیف برای زنان در سال ۱۹۹۲ میلادی عرضه شد. نام «ل‌ئودایسی» (به انگلیسی: Issey's Water) (به معنی: آب ایسی) یک جناس است. در زبان فرانسه، صدای آن شبیه به «لُ‌دیسه» (به معنی: «اُدیسه») است. این بطری که توسط خود میاکه طراحی شده‌است، بر اساس نمای ماه در پشت برج ایفل از آپارتمان او در پاریس ساخته شده‌است.
به دنبال این عطر در سال ۱۹۹۴ میلادی «ل‌ئودایسی پور هوم» (برای مردان) عرضه شد. «ل‌ئو بلو دایسی پور هوم» در سال ۲۰۰۴ میلادی معرفی شد و به دنبال آن «ل‌ئو بلو دایسی ئو فغش» در سال ۲۰۰۶ میلادی معرفی شد. از سال ۲۰۰۷ ایسی میاکه هر سال یک عطر فقط به مدت محدود را برای خانم‌ها ارائه می‌دهد که در آن یک عطرساز میهمان به ارمغان می‌آورد. در سال ۲۰۰۷ او «قطره روی گلبرگ» و در سال ۲۰۰۸ میلادی «بازتاب در یک قطره» را روانه بازار کرد. عطر مردانه جدید ایسی میاکه، ل‌ئودایسی پور هوم آنتانس، در ژوئن ۲۰۰۷ میلادی در نوردستروم در ایالات متحدهٔ آمریکا معرفی شد و در سپتامبر ۲۰۰۷ میلادی در سراسر جهان عرضه شد. عطرهای ایسی میاکه تحت یک توافق طولانی مدت توسط بخش شیسیدو بوته پرستیژ آنترناسیونال (که عطرهایی را برای نارسیسو رودریگوئز، الی صعب و ژان-پل گوتیه نیز تولید می‌کند) تولید می‌شوند.

## نگارخانه

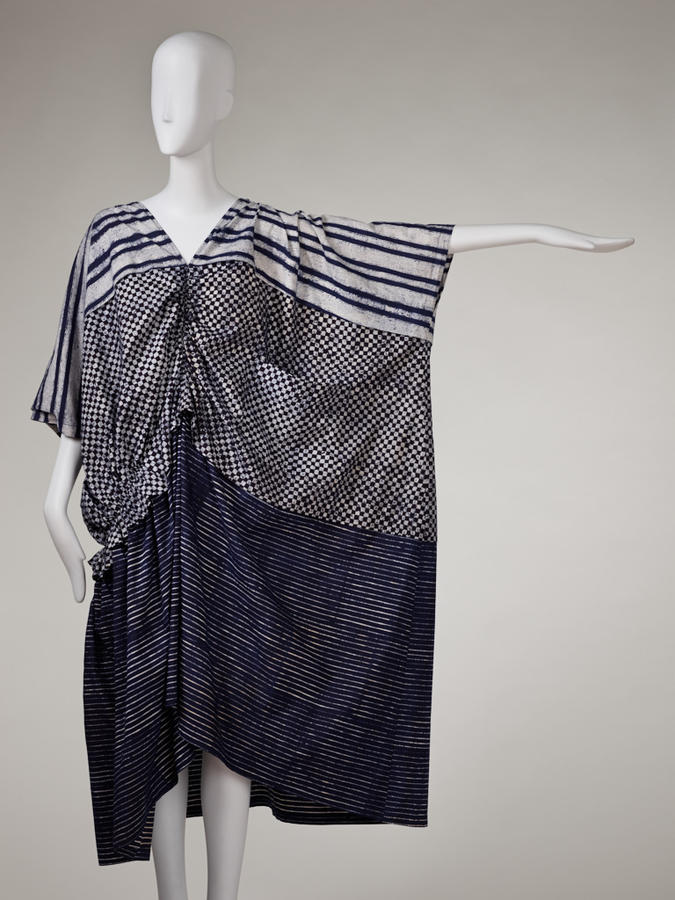
لباس خفتان نخی «نیلی باتیک»، ۱۹۸۴ میلادی، موزۀ آرآی‌اس‌دی
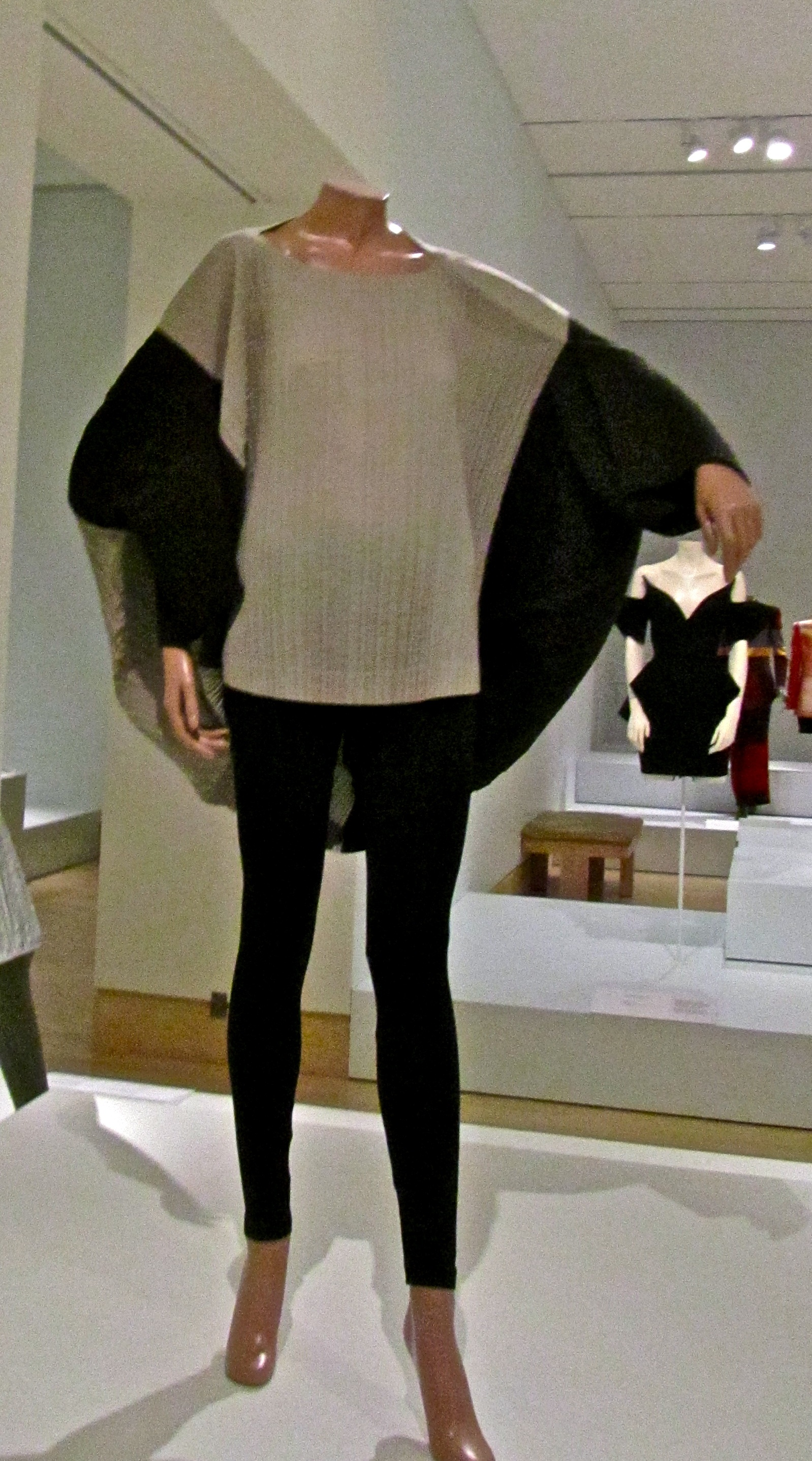
مجموعهٔ «پلیسه‌های ریتم»، ۱۹۹۰ میلادی
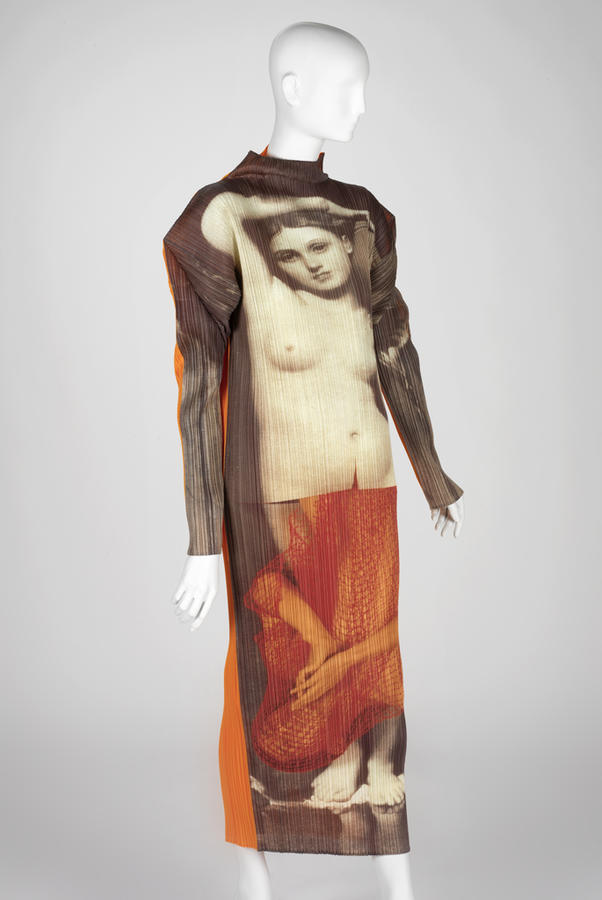
طراحی «هنرمند مهمان»، یاسوماسا موریمورا برای میاکه، ۱۹۹۷–۱۹۹۶ میلادی، موزۀ آرآی‌اس‌دی
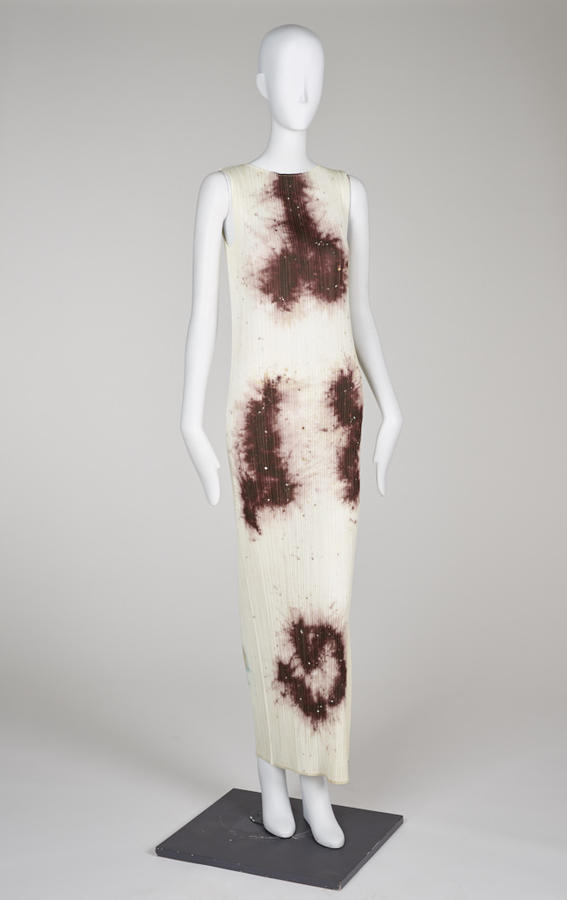
طراحی «هنرمند مهمان»، کای گو-کیانگ برای میاکه، ۱۹۹۸ میلادی، موزۀ آرآی‌اس‌دی
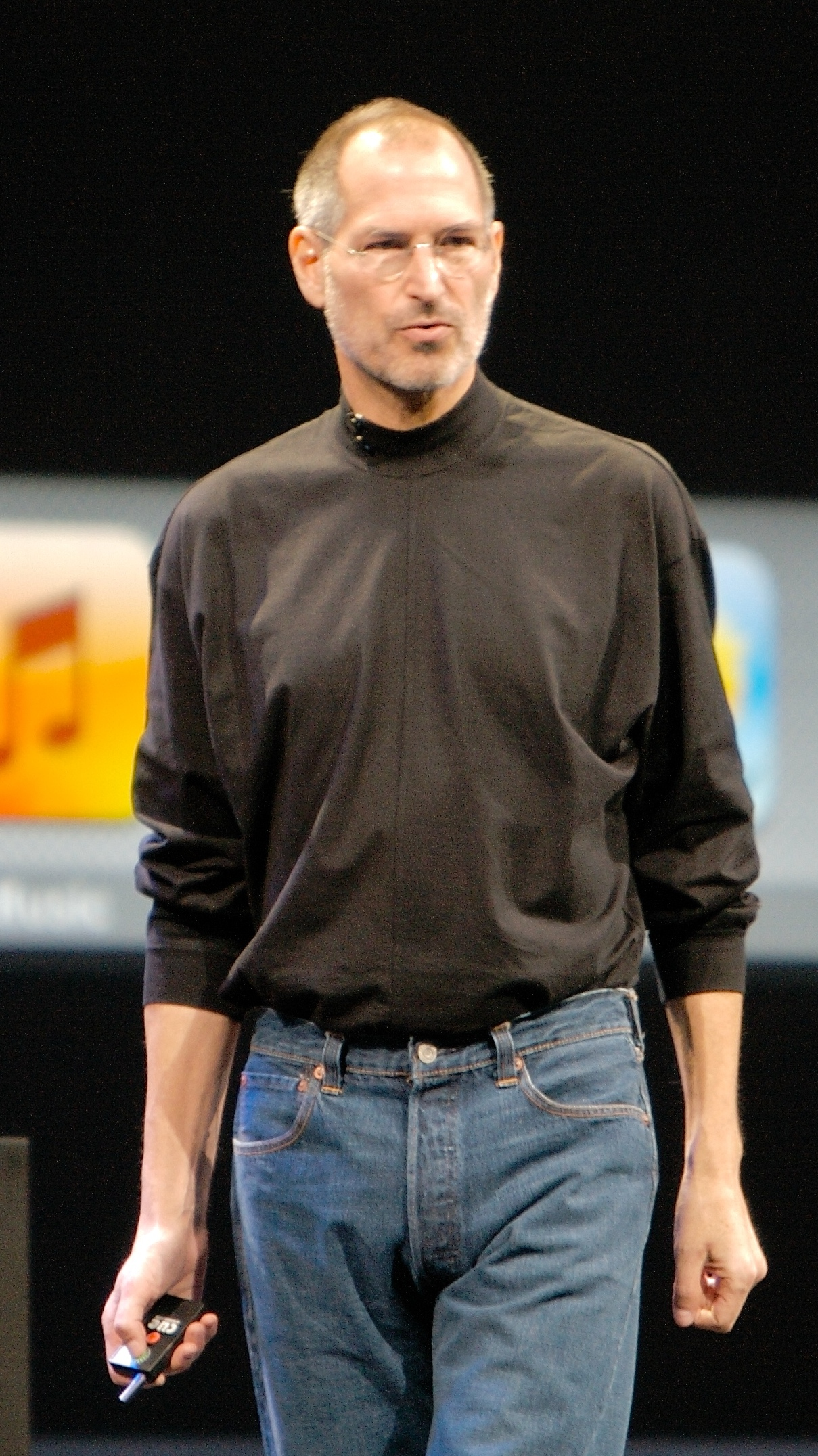
استیو جابز با لباس یقه‌اسکی مشکی امضاء شده توسط ایسی میاکه